# Omar Holness
Omar Holness (* 13. März 1994 in Kingston) ist ein jamaikanischer Fußballspieler, der seit 2016 im Aufgebot von Real Salt Lake mit Spielbetrieb in der Major League Soccer, der höchsten nordamerikanischen Fußballliga, steht.

## Vereinskarriere

### Karrierebeginn in der Heimat und College-Laufbahn
Omar Holness wurde am 13. März 1994 als Sohn von Duke und Suzanne Holness in der jamaikanischen Hauptstadt Kingston geboren, wo er zusammen mit seinem älteren Bruder Nickolai (* 1991) aufwuchs. Seine Karriere als Fußballspieler begann er während seiner Zeit an der Elementary School und spielte über seine gesamte Kindheit bzw. Jugend hinweg an der Seite seines Bruders. Später spielte beide an der Wolmer’s Boys School Fußball, ehe der ältere der beiden Brüder seine Herrenkarriere beim jamaikanischen Zweitligisten Real Mona fortsetzte. Im Alter von 15 Jahren schaffte auch Omar Holness den Sprung in die Zweitligamannschaft und war in dieser bis etwa 2011 aktiv. Nachdem er bereits Einsätze für die U-17- und U-20-Nationalmannschaften seines Heimatlandes absolviert hatte, fiel er in letzterer unter anderem dem Trainer der Herrenfußballmannschaft der North Carolina Tar Heels, Carlos Somoano, auf. Durch Somoano kam er im Jahre 2013 für ein Studium in die Vereinigten Staaten, wo er, nachdem sich bei der University of North Carolina at Chapel Hill eingeschrieben hatte, fortan in deren Herrenfußballmannschaft in der Sportabteilung North Carolina Tar Heels zum Einsatz kam. Sein älterer Bruder war bereits einige Jahre zuvor an die University of Tampa gekommen, war dort jedoch nur kurzzeitig aktiv, ehe er wieder in sein Heimatland zurückkehrte.
In seinem Freshman-Jahr an der UNC entwickelte er sich zu einer Stammkraft im Mittelfeld seines Teams. Mit der Mannschaft kam er als Halbfinalist des ACC Men’s Soccer Tournament 2013 bis in die NCAA Division I Men’s Soccer Championship 2013, wo er sein Team, nach einem Erstrundentor gegen die South Florida Bulls, bis in die zweite Runde der Regional 2 führte und dort der UC Irvine Anteaters knapp mit 0:1 unterlag. Obgleich des frühen Ausscheidens aus dem Wettbewerb wurde Omar Holness, der es auf 20 Meisterschaftsauftritte, zwei Tore und drei Assists gebracht hatte, am Saisonende ins Soccer-America-All-Freshman-Team gewählt. Weiters war er im ACC-All-Freshman-Team und rangierte auf dem 29. Platz der Top Drawer Soccer’s Top-100-Freshman-Liste. Mit insgesamt 40 Schüssen führte er sein Team 2013 in dieser Kategorie an. Im darauffolgenden Jahr 2014 konnte er seine Einsatzstatistik um ein weiteres Mal verbessern und startete in allen 22 Ligapartien seiner Mannschaft von Beginn an im Mittelfeld. Wie auch schon im Vorjahr erzielte der Jamaikaner abermals zwei Tore, steuerte aber sieben Torvorlagen für seine Teamkollegen bei. Im ACC Men’s Soccer Tournament 2014 noch im Viertelfinale gegen die Louisville Cardinals mit 0:1 ausgeschieden, schaffte es die Mannschaft in der NCAA Division I Men’s Soccer Championship 2014 bis ins Viertelfinale. Erst dort unterlag die Mannschaft dem Herrenfußballteam der UCLA Bruins im Elfmeterschießen. Allein bei seinen vier NCAA-Einsätzen gelangen Holness, der dabei mit Andy Craven ein kongeniales Duo bildete, ein Treffer und vier seiner sieben Assists. Am Ende des Jahres folgten Wahlen ins NSCAA-All-South-Region-Second-Team und ins All-ACC-First-Team.
In der spielfreien Zeit an der Universität kam Omar Holness 2014 auch in fünf Ligaspielen der Portland Timbers U23s in der viertklassigen Premier Development League, einer Amateurliga, zum Einsatz und erzielte dabei einen Treffer. Im Junior-Jahr 2015 nahmen die Einsätze des mittlerweile sogar für die A-Nationalmannschaft seines Heimatlandes aktiv gewesenen Holness etwas ab. Bei 17 Meisterschaftsspielen gelang ihm je ein Treffer und ein Assist. Nachdem er mit den North Carolina Tar Heels im ACC Men’s Soccer Tournament 2015 noch im Viertelfinale nach einer Elfmeterniederlage gegen die Syracuse University ausgeschieden war, schied er mit dem Team in der NCAA Division I Men’s Soccer Championship 2015 in der dritten Runde der Regional 2 gegen die Creighton University aus. In diesem Jahr kam er auch über das Rising-Stars-Programm der Schule an der Richard A. Baddour Carolina Leadership Academy zum Einsatz, war im A-Kader seines Heimatlandes beim CONCACAF Gold Cup 2015, sowie im jamaikanischen U-23-Kader bei der Olympiaqualifikation.

### Durchbruch in den Profifußball
Über das Joint-Venture Generation Adidas erhielt der jamaikanische Internationale im Januar 2016 die Möglichkeit noch vor dem Studienende in den Profifußball zu wechseln, behielt aber dennoch die Möglichkeit sein Studium zu einem späteren Zeitpunkt fortzusetzen, wenn der Schritt in den Profifußball nicht sofort funktionieren sollte. Über den MLS SuperDraft 2016 wurde Holness schließlich als fünfter Pick in der ersten Runde an das MLS-Franchise Real Salt Lake gedraftet. In weiterer Folge wurde er im März 2016 zum Farmteam Real Monarchs in die drittklassige nordamerikanische United Soccer League geschickt, nachdem er am 12. März 2016 im MLS-Spiel gegen die Seattle Sounders erstmals ohne Einsatz auf der Ersatzbank gesessen war. Bei den Monarchs gab er am 26. März 2016 beim 1:0-Heimsieg über den Saint Louis FC sein Profidebüt, als er von Freddy Juarez von Beginn an eingesetzt wurde, jedoch in der 33. Spielminute ohne Fremdeinwirkung zusammenbrach, kollabierte und umgehend ins Krankenhaus gebracht wurde. Einen Tag nach seinem Krampfanfall wurde der Jamaikaner wieder aus dem Krankenhaus entlassen, musste daraufhin jedoch vorerst vom Spielbetrieb fernbleiben.

## Nationalmannschaftskarriere
Erste Erfahrungen sammelte Omar Holness noch, als er die High School in seiner jamaikanischen Heimat besuchte. So wurde er 2011 erstmals in der U-17-Nationalmannschaft seines Heimatlandes eingesetzt, für die er es im selben Jahr noch auf acht Länderspieleinsätze brachte. Mit der Mannschaft beendete er die CONCACAF U-17-Meisterschaft des Jahres 2011 auf dem vierten Platz und qualifizierte sich so für die nachfolgende U-17-Fußball-Weltmeisterschaft 2011 in Mexiko. Unter dem ehemaligen jamaikanischen Internationalen Wendell Downswell nahm Holness daraufhin als Mannschaftskapitän an der WM-Endrunde teil. Mit der Mannschaft schied er als Gruppenletzter der Gruppe B noch frühzeitig aus dem Turnier aus; er selbst kam dabei in allen drei Spielen gegen Japan, Frankreich und Argentinien zum Einsatz. Ab dem darauffolgenden Jahr kam er zu regelmäßigen Einsätzen in der jamaikanischen U-20-Nationalelf, in der er mitunter auch Vizekapitän war. Mit dem Team nahm er unter anderem an der CONCACAF U-20-Meisterschaft des Jahres 2013 abermals in Mexiko teil. Er selbst brachte es erneut auf drei Länderspieleinsätze und schied mit seinem Heimatland erst im Viertelfinale gegen den späteren Turniersieger Mexiko aus.
Durch seine Einsätze behauptete er sich auch für die U-23-Auswahl seines Heimatlandes, mit der er an der Qualifikation zum Fußballturnier der Olympischen Sommerspiele 2016 teilnahm. An der von Anfang bis Mitte Oktober 2015 stattfindenden CONCACAF-Qualifikationshauptrunde konnte er mit den Jamaikanern jedoch nicht mehr teilnehmen, da er mit der Mannschaft die vorangegangene Qualifikation nur auf dem dritten Platz beendete und sich somit nicht für Qualifikationshauptrunde qualifizierte. Bereits ein Jahr zuvor wurde Holness Anfang September 2014 von Winfried Schäfer erstmals in die jamaikanische A-Nationalmannschaft für ein Länderspiel gegen Kanada einberufen. Beim anschließenden Freundschaftsspiel vier Tage später wurde Holness bei der 1:3-Niederlage der Reggae Boyz ab der 79. Spielminute für Stürmer Deshorn Brown eingesetzt. Im Juli 2015 war der Mittelfeldakteur unter Winfried Schäfer im jamaikanischen 23-Mann-Aufgebot, das am CONCACAF Gold Cup 2015 in den Vereinigten Staaten und Kanada teilnahm. Die Mannschaft drang dabei bis ins Finale vor und unterlag erst dort dem Rekordsieger Mexiko mit 1:3. Omar Holness saß in drei der insgesamt sechs Spiele seiner Mannschaft einsatzlos auf der Ersatzbank.